# Expulsados (álbum)
Expulsados es el álbum debut de la banda homónima de punk rock argentina Expulsados, publicado en el año 1999 por la discográfica Rats Records. Fue producido por la banda y desde hace años se encuentra descatalogado. Este álbum logró una gran aceptación dentro del público punk de argentina. 
Existe una edición en casete llamada Ramonespañol, la cual fue distribuida en otros países.

## Lista de canciones
Todas las canciones compuestas por Sebastián Expulsado, excepto las señaladas.

| N.º   | Título                      | Duración |  |
| 1.    | «Quiero entrar»             | 2:18     |  |
| 2.    | «Enfermera vudú»            | 3:11     |  |
| 3.    | «Triste» (Ariel Expulsado)  | 4:25     |  |
| 4.    | «Quiero tenerte acá»        | 3:54     |  |
| 5.    | «Ruido en el sótano»        | 2:01     |  |
| 6.    | «Corona de espinas»         | 2:37     |  |
| 7.    | «Paso los canales»          | 1:25     |  |
| 8.    | «Alerta roja»               | 2:29     |  |
| 9.    | «No me llames más»          | 2:17     |  |
| 10.   | «Fuego en el supermercado»  | 2:08     |  |
| 11.   | «Yo quiero ser tu perro»    | 2:59     |  |
| 12.   | «En el baile de graduación» | 1:59     |  |
| 13.   | «Tarde de sol»              | 1:50     |  |
| 14.   | «Lo mejor del rock'n'roll»  | 2:33     |  |
| 35:52 |                             |          |  |

## Créditos
Expulsados
- Sebastián Expulsado - Voz
- Guillermo Expulsado - Guitarra
- Ariel Expulsado - Bajo y coros
- Bonzo Expulsado - Batería